# 坂本佳太
坂本 佳太（さかもと けいた、1995年8月16日 - ）は、佐賀県佐賀市出身の陸上競技選手。専門は長距離種目。上武大学ビジネス情報学部卒業。実業団では小森コーポレーション、ひらまつ病院を経て現在は愛知製鋼陸上競技部に所属。

## 経歴
佐賀市立大和中学校、佐賀県立鳥栖工業高等学校を経て上武大学に進む。鳥栖工業高では全国高校駅伝や都道府県対抗駅伝に佐賀県代表として出場、上武大駅伝部では入学時の監督であった花田勝彦及び3年次より監督に就任した近藤重勝の指導を受け、1年次から全日本大学駅伝や箱根駅伝のメンバーに起用される。1年次の第91回箱根駅伝では3区を走り区間16位、2年次の第92回箱根駅伝では10区を走り区間20位、3年次・4年次はともに1区を走り3年次は区間10位、4年次は区間8位の成績を残す。4年次の箱根予選会では全体10位・日本人4位の記録を残すなど、上武大学においてエース格の活躍を見せた。1年次から志願して郷里の佐賀県郡市対抗県内一周駅伝大会にも出場した。
大学卒業後は小森コーポレーションに入社、初年度（2018年）の第59回東日本実業団駅伝では4区を走り区間5位、ニューイヤー駅伝では5区を走り区間13位。翌年の第63回東日本実業団駅伝では5区を走り区間2位、ニューイヤー駅伝では3区を走り34位に終わった。2020年6月15日付で小森コーポレーションを退社した。
退社後は佐賀に戻りひらまつ病院に移籍、2020年の第57回九州実業団対抗毎日駅伝大会では最終7区を走り区間6位、ニューイヤー駅伝では4区を走り区間32位。2021年の第58回九州実業団駅伝では5区を走り区間11位、チームも9位に終わりニューイヤー駅伝出場を逃した。2022年2月28日付でひらまつ病院を退社。なお、ひらまつ病院には坂本と入れ替わる形で上武大の1年後輩で共に九州出身である太田黒卓が入社した。
2022年3月1日付で愛知製鋼に移籍。同年の第62回中部・北陸実業団対抗駅伝競走大会では6区を走り区間3位、ニューイヤー駅伝では1区を走り区間21位。翌年の第63回中部実業団対抗駅伝競技大会では6区を走り区間4位、ニューイヤー駅伝では6区を走り区間24位に終わった。

## 主な戦績
- 2017年 東京マラソン 69位 2時間22分39秒[8]

### 駅伝成績
- 2012年 第63回全国高校駅伝 6区区間3位 14分58秒
- 2013年 第64回全国高校駅伝 4区区間4位 23分23秒
- 2014年 天皇盃 第19回 全国都道府県対抗男子駅伝競走大会 4区区間14位 14分45秒

- 2015年 第91回箱根駅伝 3区区間16位 1時間6分0秒
- 2016年 第92回箱根駅伝 10区区間20位 1時間17分24秒
- 2017年 第93回箱根駅伝 1区区間10位 1時間4分21秒
- 2018年 第94回箱根駅伝 1区区間8位 1時間2分51秒

- 2018年 第59回東日本実業団対抗駅伝競走大会 4区区間5位 28分11秒
- 2019年 第63回ニューイヤー駅伝 5区区間13位 47分18秒
- 2019年 第60回東日本実業団対抗駅伝競走大会 5区区間2位 22分29秒（区間新）
- 2020年 第64回ニューイヤー駅伝 3区区間34位 39分51秒
- 2020年 第57回九州実業団毎日駅伝 7区区間6位 48分25秒
- 2021年 第65回ニューイヤー駅伝 4区区間32位 1時間6分46秒
- 2021年 第58回九州実業団毎日駅伝 5区区間11位 39分36秒
- 2022年 第62回中部実業団対抗駅伝競走大会 6区区間3位 24分41秒
- 2023年 第67回ニューイヤー駅伝 1区区間21位 35分51秒
- 2023年 第63回中部実業団対抗駅伝競走大会 6区区間4位 25分17秒
- 2024年 第68回ニューイヤー駅伝 6区区間24位 34分13秒